# 河西郡
- 令制国一覧 > 北海道 (令制) > 十勝国 > 河西郡
- 日本 > 北海道 > 十勝総合振興局 > 河西郡

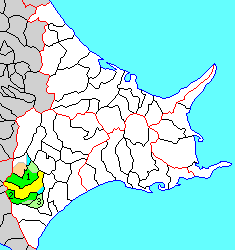
北海道河西郡の位置（1.芽室町 2.中札内村 3.更別村 黄：明治期 薄緑：後に他郡から編入した区域 薄黄：後に他郡に編入された区域）

河西郡（かさいぐん）は、北海道（十勝国）十勝総合振興局の郡。 
人口24,506人、面積983.24km²、人口密度24.9人/km²。（2025年6月30日、住民基本台帳人口）
以下の1町2村を含む。
- 芽室町（めむろちょう）
- 中札内村（なかさつないむら）
- 更別村（さらべつむら）

## 郡域
1879年（明治12年）に行政区画として発足した当時の郡域は、概ね上記1町2村から芽室町の一部（上芽室の一部および概ね十勝川以北）、中札内村の一部（元更別・上札内・南札内の各一部）、更別村の一部（上更別・更南・勢雄および更別・弘和の一部）を除き、帯広市の大部分（桜木町・以平町および泉町の一部を除く）、上川郡清水町の一部（羽帯・旭山および御影の一部）を加えた区域にあたる。

## 歴史

### 郡発足までの沿革
江戸時代の河西郡域は、松前藩によって開かれたトカチ場所に含まれた。今から二百年ほど前に十勝に侵入した北見アイヌ（一説によると日高アイヌ）と十勝アイヌの戦いがチョマトー（河西郡域、現帯広市）で行われたという伝説がある。
江戸時代後期、河西郡域は東蝦夷地に属していた。国防のため寛政11年河西郡域は天領とされた。文政4年には一旦松前藩領に復したものの、安政2年再び天領となり仙台藩が警固をおこない、同6年の6藩分領以降は仙台藩領であった。戊辰戦争（箱館戦争）終結直後の1869年、大宝律令の国郡里制を踏襲して河西郡が置かれた。

### 郡発足以降の沿革
- 明治2年

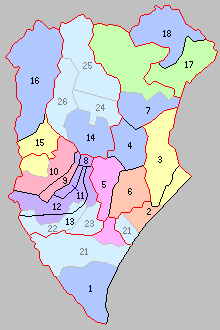
北海道一・二級町村制施行時の河西郡の町村（8.帯広町 9.伏古村 10.芽室村 11.上帯広村 12.売買村 13.幸震村 紫：帯広市 赤：芽室町 左黄：上川郡清水町 青：合併を経ていない町村および合併を経ていない町村 水色：分立して現存する町村 22.中札内村 23.更別村）

  - 8月15日（1869年9月20日） - 北海道で国郡里制が施行され、十勝国および河西郡が設置される。開拓使が管轄。
  - 8月28日（1869年10月3日） - 鹿児島藩の領地となる（北海道の分領支配）。
  - 10月 - 再び開拓使の管轄となる。
- 明治3年1月9日（1870年2月9日） - 徳川茂徳（一橋徳川家）の領地となる（同上）。
- 明治4年8月20日（1871年10月4日） - 廃藩置県により再び開拓使の管轄となる。
- 明治5年
  - 4月9日（1872年5月15日） - 全国一律に戸長・副戸長を設置（大区小区制）。
  - 10月10日（1872年11月10日） - 4月に設置された区を大区と改称し、その下に旧来の町村をいくつかまとめて小区を設置（大区小区制）。
- 明治9年（1876年）9月 - 従来開拓使において随意定めた大小区画を廃し、新たに全道を30の大区に分ち、大区の下に166の小区を設けた。

- 第23大区
  - 6小区 ： 荊苞村、下帯広村、伏古村、迫別村、上帯広村、美生村、芽室村、羽帯村、幸震村、戸蔦村、鵺抜村、売買村

- 明治12年（1879年）7月23日 - 郡区町村編制法の北海道での施行により、行政区画としての河西郡が発足。
- 明治13年（1880年）3月 - 浦河郡外十郡役所（浦河三石様似幌泉広尾当縁十勝中川郡河西河東上川役所）の管轄となる。
- 明治15年（1882年）2月8日 - 廃使置県により札幌県の管轄となる。
- 明治19年（1886年）1月26日 - 廃県置庁により北海道庁札幌本庁の管轄となる。
- 明治20年（1888年）6月 - 釧路郡外十一郡役所（釧路阿寒白糠足寄川上広尾当縁十勝中川河西河東上川郡役所）の管轄となる。
- 明治22年（1890年）1月 - 釧路郡外十郡役所（釧路阿寒白糠足寄広尾当縁十勝中川河西河東上川郡役所）の管轄となる。
- 明治24年（1892年）3月 - 釧路郡外十二郡役所（釧路阿寒白糠足寄広尾当縁十勝中川河西河東上川厚岸川上郡役所）の管轄となる。
- 明治30年（1897年）
  - 7月 - 河西郡外五郡役所（河西河東上川中川十勝当縁広尾郡役所）の管轄となる。
  - 11月5日 - 郡役所が廃止され、河西支庁の管轄となる。
- 明治35年（1902年）4月1日 - 北海道二級町村制の施行により、以下の町村が発足。（1町4村）
  - 帯広町（二級町） ← 下帯広村、荊苞村（現・帯広市）
  - 上帯広村（二級村、単独村制、現・帯広市）
  - 伏古村（二級村、単独村制、現・帯広市、芽室町）
  - 幸震村（二級村、単独村制、現・帯広市、中札内村、更別村）
  - 売買村（二級村） ← 迫別村、戸蔦村、鵺抜村（現・帯広市、中札内村）
- 明治39年（1906年）4月1日 - 北海道二級町村制の施行により、芽室村、美生村、羽帯村および河東郡美蔓村、西士狩村の区域をもって芽室村が発足。（1町5村）
- 大正4年（1915年）4月1日（1町2村）
  - 帯広町が北海道一級町村制を施行[1]。
  - 上帯広村・幸震村・売買村が合併して大正村（二級村）が発足。
  - 伏古村の一部が帯広町、残部が芽室村にそれぞれ編入。
- 大正8年（1919年）4月1日 - 芽室村が北海道一級町村制を施行。
- 大正9年（1920年）9月 - 芽室村の一部（大字美蔓村の一部）が上川郡人舞村に編入。
- 大正10年（1921年）4月1日 - 芽室村の一部（大字羽帯村および芽室村の一部）が分立して御影村（二級村）が発足。（1町3村）
- 大正13年（1924年）2月1日 - 大正村の一部（大字上帯広村および売買村の一部）が分立して川西村（二級村）が発足。（1町4村）
- 大正15年（1926年）4月1日 - 大正村が中川郡幕別村の一部（大字幕別村・別奴村の各一部）を編入。
- 昭和7年（1932年）8月15日 - 河西支庁が改称して十勝支庁となる。
- 昭和8年（1933年）4月1日 - 帯広町が市制施行して帯広市となり、郡より離脱。（4村）
- 昭和13年（1938年）4月1日 - 川西村が北海道一級町村制を施行。
- 昭和14年（1939年）4月1日 - 大正村が北海道一級町村制を施行。
- 昭和17年（1942年）5月1日 - 芽室村が町制施行して芽室町（一級町）となる。（1町3村）
- 昭和18年（1943年）6月1日 - 北海道一・二級町村制が廃止され、北海道で町村制を施行。二級町村は指定町村となる。
- 昭和21年（1946年）10月5日 - 指定町村を廃止。
- 昭和22年（1947年）
  - 5月3日 - 地方自治法の施行により北海道十勝支庁の管轄となる。
  - 9月1日（1町5村）
    - 大正村の一部（大字幸震村・売買村・幕別村の各一部）が分立して中札内村が発足。
    - 大正村の一部（大字幸震村・幕別村・別奴村の各一部）が分立して更別村が発足。
- 昭和23年（1948年）4月1日 - 中川郡幕別町の一部（勢雄および弘和の一部）が更別村に編入。
- 昭和31年（1956年）9月30日 - 御影村が上川郡清水町に編入。（1町4村）
- 昭和32年（1957年）4月1日 - 川西村・大正村が帯広市に編入。（1町2村）
- 昭和33年（1958年）4月1日 - 芽室町が上川郡清水町の一部（上芽室のうち100戸653人）を編入。
- 平成22年（2010年）4月1日 - 十勝支庁が廃止され、十勝総合振興局の管轄となる。
- 平成23年（2011年）6月1日 - 更別村が中川郡幕別町の一部（忠類の一部）を編入。

## 行政
浦河郡外十郡長
釧路郡外十一郡長
釧路郡外十郡長
釧路郡外十二郡長
河西郡外五郡長
| 代 | 氏名       | 就任年月日            | 退任年月日                | 備考                                 |
| -- | ---------- | --------------------- | ------------------------- | ------------------------------------ |
| 1  | 吉田直太郎 | 明治30年（1897年）7月 | 明治30年（1897年）11月5日 | 河西郡外五郡役所を廃し河西支庁を置く |